# Alastrué
Alastrué est un village de la province de Huesca, situé à une dizaine de kilomètres au sud-ouest de la ville de Boltaña, à laquelle il est rattaché administrativement, à 1 197 mètres d'altitude, à proximité de Bibán. Il a été une municipalité de 1834 à 1845, avant d'être rattaché à Secorún. Deux maisons ont été habitées au XXe siècle mais le village est aujourd'hui complètement inhabité. 